# Х-69
Х-69 — российская крылатая ракета класса «воздух-земля», малозаметный вариант ракеты Х-59 МК2.

## История
Ракета Х-69 — разработка дочернего предприятия корпорации «Тактическое ракетное вооружение» МКБ «Радуга». Была впервые представлена в августе 2022 года.

## Боевое применение
В ночь с 7 на 8 февраля 2024 года, в ходе российского нападения на Украину, по Украине были применены три Х-69. 11 апреля 2024 года украинские источники сообщили, что на месте ракетного удара России по Трипольской ТЭЦ (ТТЭС) были обнаружены обломки ракеты Х-69

## Технические характеристики
Ракета может запускаться с самолетов МиГ-31, Су-30МК,  Су-34 или Су-35.
Предположительно, это будет основная крылатая ракета, применяемая Су-57.
Конструктивно ракета аналогична ракетам Storm Shadow и Taurus KEPD 350: одна пара крыльев и четыре стабилизатора в задней части, которые разворачиваются в полете.
Сообщается, что ракета весит менее 800 кг и может летать со скоростью до 1000 км/ч. Вес боеголовки составляет около 300 кг.
Навигация Х-69 осуществляется с помощью спутников ГЛОНАСС и GPS с инерциальным дублированием. Сообщается, что ракета способна летать на высоте до 20 метров над уровнем земли, что в значительной степени способствует её низкой радиолокационной заметности.